# Sexton (artillerie)
Pour les articles homonymes, voir Sexton.
Le Sexton est un canon automoteur de la Seconde Guerre mondiale basé sur un châssis de char américain et construit par le Canada pour les forces du Commonwealth et certains alliés. Il demeura en service jusqu'en 1956.

## Histoire
En 1942, les États-Unis avaient fourni des canons automoteurs M7 Priest à quelques unités de l'artillerie britannique en Afrique du Nord. Les britanniques trouvèrent le Priest excellent : il donnait à l'artillerie une mobilité équivalente aux unités de chars de combat. Cependant le Priest utilisait l'obusier de 105 mm américain plutôt que son équivalent britannique, le canon Ordnance QF 25 pounder, ce qui causait des problèmes de logistique (il fallait livrer des munitions différentes pour seulement quelques unités). Les américains essayèrent d'adapter le QF 25 livres sur le Priest, mais le programme prit du retard (l'affût du canon fut notamment détruit au cours du premier essai de tir).
Pendant ce temps, l'Army Engineering Design Branch du Département des Munitions et Fournitures du Gouvernement canadien avait commencé à concevoir une version automotrice de l'obusier Ordnance QF 25 livres. Un prototype basé sur le char Ram (adaptation canadienne du M3 Lee américain) fut terminé le 23 juin 1942. Après des essais au Canada, le gouvernement commanda 124 exemplaires, en 3 séries. Le prototype fut envoyé en Grande-Bretagne, où il subit d'autres essais.   Jugé très satisfaisant, il reçut le nom de « Sexton » en mai 1943. Le Gouvernement britannique en commanda 300 exemplaires à l'été 1943. Cependant ceux-ci devaient être construits sur le châssis de chars Grizzly (version canadienne du Sherman M4A1) au lieu de celui du char Ram. La version sur châssis Ram fut nommée Sexton I, celle basée sur le Grizzly Sexton II. Les commandes britannique de Sexton II se montèrent finalement à 2 026 exemplaires.
Entre 1943 et 1945, la compagnie Montreal Locomotive Works fabriqua un total de 2 150 Sextons pour les forces canadiennes et britanniques.
Le Sexton entra en service en septembre 1943. Il fut d'abord utilisé en Italie par la 8e armée britannique. Plus tard il participa au débarquement de Normandie. Le 6 juin 1944, les Sextons tirèrent depuis les péniches qui les transportaient vers les plages, tirs qui ne furent bien sûr pas très précis. Ils participèrent ensuite à la campagne dans le Nord-Ouest de l'Europe.

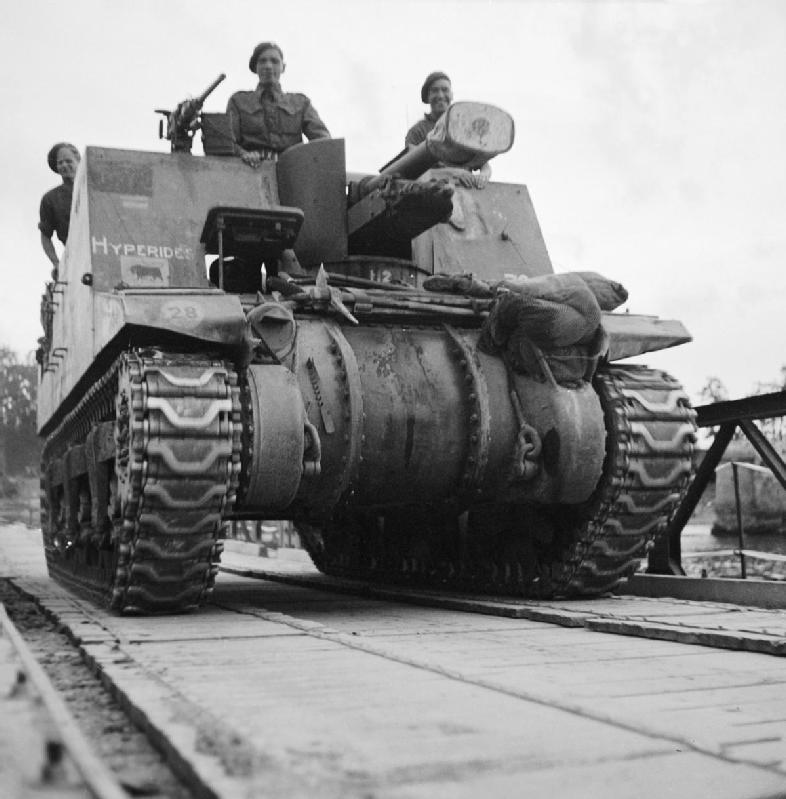
Un Sexton traverse la Seine le 30 août 1944.

Contrairement aux forces allemandes, qui utilisaient souvent leurs canons automoteurs en tir direct en première ligne, britanniques et canadiens cantonnaient les leurs à un rôle de soutien en arrière des lignes ; le tir (généralement massif) était guidé par des observateurs avancés.
En dépit de son origine « hybride », le Sexton utilisait des éléments éprouvés et l'ensemble donna satisfaction. Il resta en service dans l'armée britannique jusqu'en 1956.

## Modèles
Sexton I125 premiers exemplaires produits (sur base du char Ram).
Sexton IIAjout de caissons à l'arrière pour transporter des batteries et un générateur auxiliaire pour les charger.
Sexton GPO (Gun Position Officer)L'obusier 25 pounder fut retiré et une radio n° 19 ajoutée, ainsi qu'une table des cartes. Ce modèle était utilisé pour contrôler les salves.